# Библиография Надежды Крупской
Наде́жда Константи́новна Кру́пская ― российская революционерка, советская государственная, партийная, общественная и культурная деятельница, организатор и главный идеолог советского образования и коммунистического воспитания молодёжи.
Примечание: сортировка в библиографии — по дате издания.

## Труды
- Крупская Н. К. Вопросы народного образования. — М.; Петроград: Коммунист, 1918. — 286 с.
- Крупская Н. К. Народное образование и демократия. — М.; Петроград: Коммунист, 1919. — 132 с.
- Крупская Н. К. Народное образование и демократия. — Берлин: Гос. изд. РСФСР, 1921. — 121 с.
- Крупская Н. К. Заветы Ленина в области народного просвещения. — М.: Работник просвещения, 1924. — 31 с. То же. — М.: Работник просвещения, 1925. — 31 с.
- Крупская Н. К. О дошкольном воспитании в деревне: (III Всеросс. конференция по дошкольному воспитанию). — М.: Дошкольн. отд. Главсоцвоса, 1926. — 15 с.
- Крупская Н. К. О школе крестьянской молодежи: (Речи и статьи). — М.: Долой неграмотность, 1926. — 40 с.
- Крупская Н. К. О работе среди женщин: Сборник статей с краткой биографией. — М.; Л.: Госиздат, 1926. — 156 с.
- Крупская Н. К. На третьем фронте: Статьи и речи. В 2-х частях.: Ч. 1: Социальное воспитание детей и подростков. — М.: Работник просвещения, 1927. — 156 с; Ч. 2: Политико-просветительная работа. — М.: Работник просвещения, 1927. — 126 с.
- Крупская Н. К. Единый план и новые методы культработы. — М.: Работник просвещения, 1930. — 18 с.
- Крупская Н. К. Политпросветработа. — М.; Л.: Учпедгиз, 1932. — 319 с.
- Крупская Н. К. Собрание сочинений. В 4 томах. (1930—1934):
  - Т. 1: Народное образование и демократия. — М.; Л.: Учпедгиз, 1930. — 160 с.: ил., портр.
  - Т. 2: Политпросветработа. — М.; Л.: Учпедгиз, 1932. — 323 с.: ил.
  - Т. 3: 15 лет на стройке политехнической школы. Сборник статей. — М.: Учпедгиз, 1934. — 291 с.
  - Т. 4: 15 лет на стройке политехнической школы. Сборник статей. — М.: Учпедгиз, 1934. — 360 с.
- Крупская Н. К. Клара Цеткин, М., 1933
- Крупская Н. К. Коммунистическое воспитание смены: Статьи и речи. — М.: Мол. гвардия, 1934. — 255 с.: портр.
- Крупская Н. К. Ленинские установки в области культуры: сборник статей. — М.: Партиздат, 1934. — 257 с.: ил.
- Крупская Н. К. Что писал и говорил Ленин о библиотеках. — М.: Партиздат, 1934. — 43 с. То же. — М.: б. и., 1955. — 84 с.
- Крупская Н. К. Биография В. И. Ленина, М.: Институт Марксизма-Ленинизма, 1935.
- Крупская Н. К. О самообразовании: сб. статей. — М.: Мол. гвардия, 1936. — 99 с.
- Крупская Н. К. Женщина равноправный гражданин СССР: Сб. ст. и речей. — М.: Партиздат, 1937. — 69 с.
- Крупская Н. К. Женщина страны Советов — равноправный гражданин. — М.: Партиздат, 1938. — 165 с.: портр., ил.
- Крупская Н. К. Письма пионерам. — М.: Мол. гвардия, 1938. — 95 с. То же. — М.; Л.: Детгиз, 1940. — 55 с.
- Крупская Н. К. О преподавании в средних школах взрослых: Сборник статей и докладов — М.: Учпедгиз, 1939. — 112 с.: портр.
- Крупская Н. К. О молодежи. — М.; Л.: Мол. гвардия, 1940. — 222 с.
- Крупская Н. К. Советским детям: (сборник статей). — Калинин: Обл. лит. изд-во, 1940. — 96 с.
- Крупская Н. К. О воспитании и обучении: Сборник избранных педагогических произведений / Составили: Н. А. Константинов и Н. А. Зиневич. — М.: Учпедгиз, 1946. — 317 с.: портр.
- Крупская Н. К. Избранные педагогические произведения. — М.; Л.: Академия пед. наук РСФСР, 1948. — 360 с.: портр.
- Крупская Н. К. Избранные педагогические произведения / Ред. коллег.: И. А. Каиров (гл. ред.), Н. К. Гончаров и Н. А. Константинов. — М.: Академия пед. наук РСФСР, 1955. — 868 с.: портр.
- Крупская Н. К. О коммунистическом воспитании: Избранные статьи и речи / Крупская Н. К. — М.: Мол. гвардия, 1956. — 424 с.: портр.
- Крупская Н. К. Избранные педагогические произведения. — М.: Учпедгиз, 1957. — 715 с.: портр.
- Крупская Н. К. О культурно-просветительной работе: Избр. статьи и речи / [Сост., авт. вступит. статьи и примеч. канд. пед. наук Л. С. Фрид]. — М.: Сов. Россия, 1957. — 163 с.: портр.
- Крупская Н. К. Воспоминания о Ленине. — М.: Госполитиздат, 1957. — 439 с.: портр. То же. — М.: Политиздат, 1989. — 494 с.: ил.
- Крупская Н. К. О библиотечном деле: Сборник. — М.: б. и., 1957. — 715 с.: ил., портр.
- Крупская Н. К. О юных пионерах. — М.: Академия пед. наук РСФСР, 1957. — 334 с.: портр.
- Крупская Н. К. Педагогические сочинения: В 11-ти т. / Под ред. Н. К. Гончарова [и др.]. — М.: Академия пед. наук, 1957—1963.[publ.lib.ru/ARCHIVES/K/KRUPSKAYA_Nadejda_Konstantinovna/_Krupskaya_N._K..html]
  - Т. 1: Автобиографические статьи. Дореволюционные работы. /[Подготовка текста и примеч. Ф. С. Озерской]. — М.: Академия пед. наук, 1957. — 510 с.: Фвкс., портр.
  - Т. 2: Общие вопросы педагогики. — Организация народного образования в СССР. /[Подготовка текста и примеч. П. И. Куликова]. — М.: Акад. пед. наук, 1958. — 735 с.: ил.
  - Т. 3: Обучение и воспитание в школе. /[Подготовка текста и примеч. Э. М. Цимхес]. — М.: Акад. пед. наук, 1959. — 798 с.: портр.
  - Т. 4: Трудовое воспитание и политехническое образование. /Подгот. текста и примеч. Ф. С. Озерской. — М.: Академия пед. наук РСФСР, 1959. — 630 с.: ил., портр.
  - Т. 5: Детское коммунистическое движение. — Пионерская и комсомольская работа. — Внешкольная работа с детьми. /[Подготовка текста и примеч. Я. Н. Надеждина]. — М.: Академия пед. наук РСФСР, 1959. — 688 с.: Фвкс., ил.
  - Т. 6: Дошкольное воспитание. Вопросы семейного воспитания и быта. /[Подготовка текста и примеч. Н. И. Стриевской]. — М.: Академия пед. наук РСФСР, 1959. — 464 с.: Фвкс., портр.
  - Т. 7: Основы политико-просветительной работы. /[Подготовка текста и примеч. А. Г. Кравченко и Л. С. Фрид]. — М.: Академия пед. наук, 1959. — 751 с.: Фвкс., портр.
  - Т. 8: Библиотечное дело. Избы-читальни. — Клубные учреждения. Музеи. /[Подготовка текста и примеч. А. Г. Кравченко и Л. С. Фрид]. — М.: Академия пед. наук, 1960. — 760 с.: портр.
  - Т. 9: Ликвидация неграмотности и малограмотности. Школы взрослых. — Самообразование. /[Подготовка текста и примеч. А. Г. Кравченко и Л. С. Фрид]. — М.: Академия пед. наук, 1960. — 839 с.: портр.
  - Т. 10: Рецензии, отзывы, замечания. /[Подготовка текста и примеч. Э. М. Цимхес]. — М.: Академия пед. наук, 1962. — 808 с.: портр.
  - Т. 11 (дополнительный): Письма. Дневник поездки на пароходе «Красная звезда». /[Подготовка текста и примеч. В. С. Доризо]. — М.: Академия пед. наук РСФСР, 1963. — 935 с.: портр.
- Крупская Н. К. О дошкольном воспитании: Сборник статей и речей. — М.: Учпедгиз, 1959. — 208 с.: портр.
- Крупская Н. К. Об учителе: Избр. статьи и речи. — М.: Академия пед. наук РСФСР, 1959. — 327 с.: портр.
- Крупская Н. К. О самообразовании: Сборник. — М.: б. и., 1960. — 83 с.
- Крупская Н. К. Об учителе: Избр. статьи, речи и письма. — М.: Академия пед. наук РСФСР, 1960. — 360 с.: ил.
- Крупская Н. К. О вожатом и его работе с пионерами. — М.: Мол. гвардия, 1961. — 224 с.: ил. То же. — М.: Мол. гвардия, 1977. — 191 с.: ил.
- Крупская Н. К. О воспитании в семье: Избр. статьи и речи / [Сост. и предисл. Н. И. Стриевской]. — М.: Академия пед. наук РСФСР, 1962. — 208 с.: портр.
- Крупская Н. К. Трудовое и политехническое обучение / Вступит. статья, подгот. текста и примеч. И. В. Чувашева. — М.: б. и., 1962. — 151 с.
- Крупская Н. К. Об искусстве и литературе: Статьи, письма, высказывания / Подгот. текста, вступ. ст. и прим. И. С. Эвентова. — Л.; М.: Искусство, 1963. — 282 с.
- Крупская Н. К. Из атеистического наследия / Сост. и авт. вступит. статьи Г. С. Цовьянов. — М.: Наука, 1964. — 307 с.: портр.
- Крупская Н. К. О школьном самоуправлении: Сборник статей и выступлений / Сост. и авт. вступит. статьи В. М. Коротов. — М.: Просвещение, 1964. — 207 с.: портр.
- Крупская Н. К. Октябрьские дни: [Из книги «Воспоминания о Ленине»]. — М.: Политиздат, 1967. — 31 с.
- Крупская Н. К. О дошкольном воспитании: Сборник статей и речей. — М.: Просвещение, 1967. — 367 с.: ил.
- Крупская Н. К. Избранные педагогические произведения: [Пособие для студентов пед. ин-тов и учителей] / [Сост., авт. вступит. статьи и примеч. Ф. С. Озерская и Н. А. Сундуков]. — М.: Просвещение, 1968. — 695 с.
- Крупская Н. К. О Ленине: Сборник статей и выступлений. — М.: Политиздат, 1971. — 304 с.: ил. То же. — М.: Политиздат, 1979. — 382 с.: ил. То же. — М.: Политиздат, 1983. — 368 с.: ил.
- Крупская Н. К. О Владимире Ильиче: Из воспоминаний / [Рис. В. Коновалова]. — М.: Дет. лит., 1970. — 447 с.: ил.
- Крупская Н. К. О Владимире Ильиче Ленине: [Книга для чтения на англ. яз. для учащихся старших классов сред. школы] / [Пер. комментарий и словарь М. Е. Бирман]. — М.: Просвещение, 1971. — 127 с.: ил.
- Крупская Н. К. Воспитывать достойную смену : Избр. статьи, речи, письма / Предисл. В. С. Дридзо. — М.: Политиздат, 1973. — 304 с.: ил., портр.
- Крупская Н. К. Дети — наше будущее: [Сборник статей и речей о дошкольном воспитании]. — М.: Просвещение, 1975. — 302 с.: ил.
- Крупская Н. К. О библиотечном деле: Избранные работы / Вступит. статья О. С. Чубарьяна. — М.: Книга, 1976. — 224 с.
- Крупская Н. К. Педагогические сочинения: В 6-ти т. / Под ред. А. М. Арсеньева [и др.].
  - Т. 1. — М.: Педагогика, 1978. — 367 с.
  - Т. 2: /[Авт. примеч. Л. С. Фрид и др.]. — М.: Педагогика, 1978. — 452 с.
  - Т. 3. — М.: Педагогика, 1979. — 471 с.: ил.
  - Т. 4: /[Сост. и авт. примеч. В. П. Груздев, Н. И. Стриевская]. — М.: Педагогика, 1979. — 479 с.
  - Т. 5. — М.: Педагогика, 1980. — 495 с.: ил.
  - Т. 6 / Крупская Н. К. — М.: Педагогика, 1980. — 512 с.
- Крупская Н. К. О политехническом образовании, трудовом воспитании и обучении / Сост. Ф. С. Озерская. — М.: Просвещение, 1982. — 223 с.
- Крупская Н. К. О библиотечном деле: Сборник трудов. В 6-ти тт.:
  - Т. 1: 1918—1924 гг. — М.: Книга, 1982. — 448 с;
  - Т. 2: 1925—1929 гг. — М.: Книга, 1982. — 480 с;
  - Т. 3: 1930—1933. — М.: Книга, 1984. — 528 с.: ил., фвкс.;
  - Т. 4: 1934—1935. — М.: Книга, 1985. — 558 с;
  - Т. 5: 1936—1937. — М.: Книга, 1982. — 416 с;
  - Т. 6: 1938—1939. — М.: Книжная палата, 1987. — 349 с.: портр.
- Крупская Н. К. О коммунистическом воспитании школьников: Сб. статьей, выступлений, писем / Сост. О. И. Грекова. — М.: Просвещение, 1987. — 256 с.
- Крупская Н. К. Избранные произведения / Ин-т марксизма-ленинизма при ЦК КПСС. — М.: Политиздат, 1988. — 429 с.: портр.
- Крупская Н. К. Воспитание молодежи в ленинском духе. — М.: Педагогика, 1989. — 318 с.: портр.
- Крупская Н. К. Мой муж - Владимир Ленин. — М.: Алгоритм, 2013. — 432 с. — 2000 экз. — ISBN 978-5-4438-0520-7.

## О Крупской
- Сталин. О Ленине, о комсомоле: Ленин, Сталин, Каганович, Крупская, Елизарова-Ульянова, Горький / Сталин. — Б. м.: б. и., Б. г.
- Евсеев Г. А.  Н. К. Крупская о физическом воспитании подрастающего поколения : дис. … канд. пед. наук./ Евсеев Г. А.; КГИФК. — Киев, 1949. — 155 с.
- Евсеев Г. А.  Н. К. Крупская о физическом воспитании (к 10-й годовщине со дня смерти) / Евсеев Г. А. // Теория и практика физ. культуры. — 1949. — Т. XII. — Вып. 3. — С. 176—182.
- Евсеев Г. А. Н. К. Крупская о физическом воспитании подрастающего поколения: автореф. дис. … канд. пед. наук / Евсеев Г. А.; КГИФК. — Киев, 1950. — 22 с.
- Руднева Е. И. Выдающийся советский педагог Н. К. Крупская: (Пед. взгляды и деятельность до 1917 г.). — М.: МГУ, 1956. — 26 с.
- Дридзо В. С. Надежда Константиновна Крупская. — М.: Госполитиздат, 1958. — 104 с.: ил., портр.
- Руднева Е. И. Н. К. Крупская и её роль в строительстве советской школы. — М.: МГУ, 1958. — 63 с.
- Фомичев А. П. Н. К. Крупская об эстетическом воспитании. — М.: б. и., 1963. — 96 с.
- Левидова С. М. Надежда Константиновна Крупская / Левидова С. М., Павлоцкая С. А. — Л.: Лениздат, 1962. — 300 с.: И, п.
- Деметер Г. С. Н. К. Крупская о физическом воспитании// Теория и практика физ. культуры. — 1969. — N 2. — С. 2-4.
- Каспина В. А. Н. К. Крупская — родителям. — М.: Знание, 1969. — 96 с.
- О комсомоле и молодежи: Сборник / В. И. Ленин. М. И. Калинин. С. М. Киров. Н. К. Крупская. В. В. Куйбышев. А. В. Луначарский. Г. К. Орджоникидзе. М. В. Фрунзе. К. Е. Ворошилов. — М.: Мол. гвардия, 1970. — 447 с.
- Геркан Л. В. Крупская Н. К. о физическом воспитании // Теория и практика физ. культуры. — 1970. — N 2. — С. 2-3.
- Литвинов С. А. Н. К. Крупская. Жизнь, деятельность, пед. идеи. — Киев: Рад. школа, 1970. — 224 с.: п.
- Лейзеров Н. К. В поисках и борьбе: Из истории эстетических воззрений и эстетического воспитания в Советской России. — М.: Искусство, 1971. — 192 с.
- Конюшев В. Ф. Такое голубое небо: Повесть о Надежде Крупской. — М.: Политиздат. Пламенные революционеры, 1973. — 397 с, ил.
- Кунецкая Л. И. Крупская / Кунецкая Людмила Ивановна, Маштакова Клара Александровна. — М.: Мол. гвардия, 1974. — 366 с.: ил.
- Надежда Константиновна Крупская: Биография / [Г. Д. Обичкин, В. С. Дридзо, С. У. Манбекова и др.]. — М.: Политиздат, 1978. — 415 с.: ил.
- Надежда Константиновна Крупская: Биография / Авт. коллектив: Г. Д. Обичкин (руководитель), С. У. Манбекова, В. Н. Степанов и др. — М.: Политиздат, 1988. — 303 с.: портр., ил.
- Вульфсон Б. Л. Марксизм и проблемы нравственного воспитания // Педагогика. — 2003. — N 6. — С. 3-15.